# Wyżlin większy
Wyżlin większy, lwia paszcza (Antirrhinum majus L.) – gatunek rośliny z rodziny babkowatych (Plantaginaceae), dawniej umieszczany zwykle w trędownikowatych (Scrophulariaceae). Pochodzi z obszaru śródziemnomorskiego (Algieria, Maroko, Tunezja, Europa Południowa, Azja Zachodnia). W Polsce jest uprawiany jako roślina ozdobna, czasami przejściowo dziczeje (efemerofit).

## Morfologia

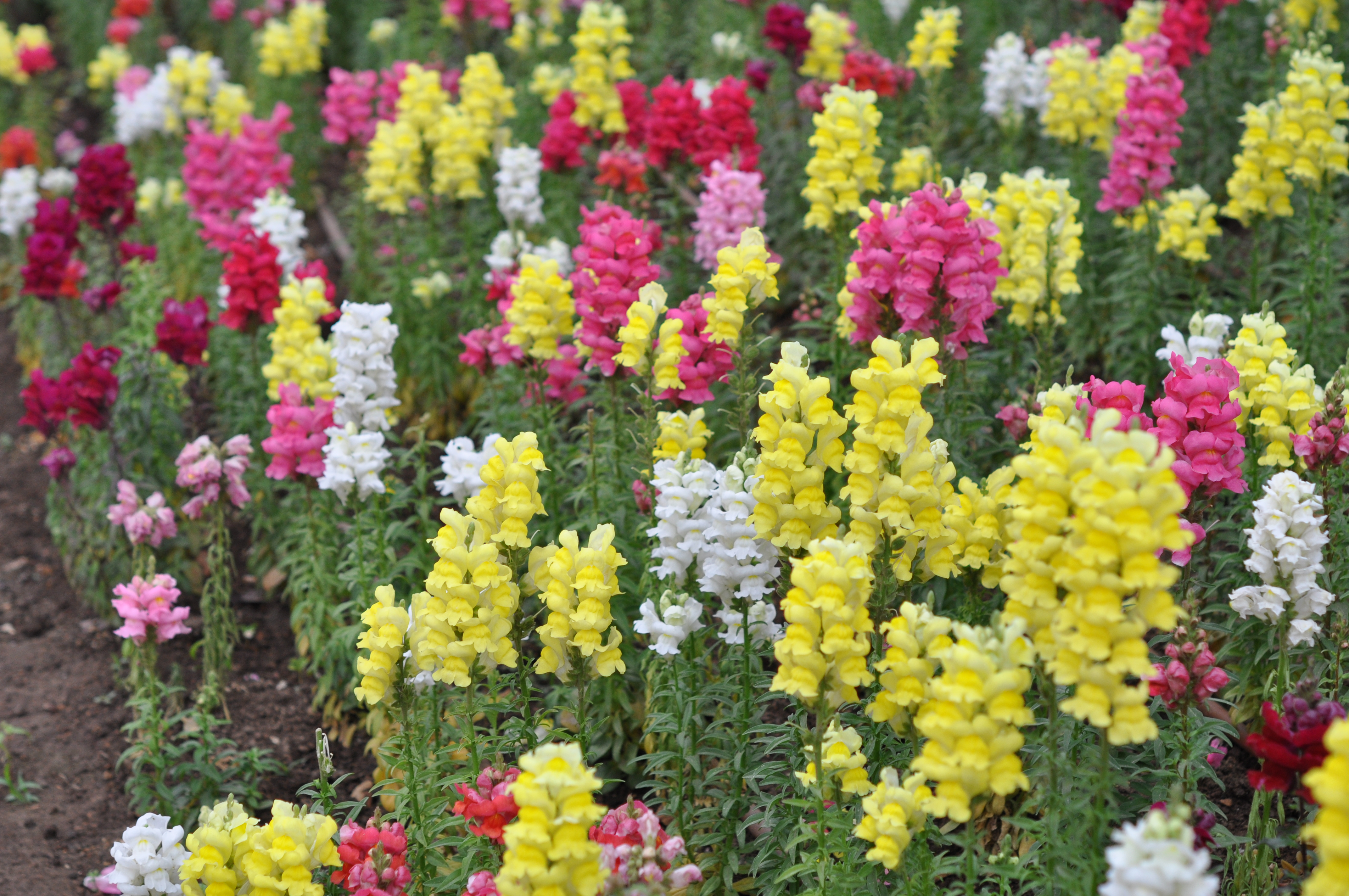
Kompozycja kilku odmian

PokrójRoślina trwała, uprawiana jako jednoroczna, o wzniesionych łodygach wysokości do 30–70 cm. Silnie się rozkrzewia.
KwiatyŻółte, pomarańczowe, czerwone, białe, różowe. Zebrane w gęste grono na szczycie łodygi. Kwitnie od czerwca do października.

## Zastosowanie
- Roślina ozdobna. Atrakcyjna, długokwitnąca roślina do wiszących pojemników, skrzynek balkonowych i jako roślina okrywowa. Nadaje się także na kwiat cięty, rabaty kwiatowe, obwódki, do nasadzeń w donicach. Roślina kwitnie bardzo obficie, doskonale nadaje się na różnobarwne kompozycje kwiatowe.
  - Uprawa: Wysiew w marcu pod osłonami. Na miejsce stałe wysadzać w maju w odległości 15–20 cm. Wymaga żyznej gleby w stanowisku słonecznym. Roślina nie jest odporna na mróz.[5]